# Johann Martin Bernigeroth
Johann Martin Bernigeroth (1713 i Leipzig – 1767 sammesteds) var en tysk kobberstikker aktiv i Leipzig. Han var søn af Martin Bernigeroth og bror til Johann Benedict Bernigeroth, der begge var kobberstikkere.
Bernigeroth har bl.a. stukket Ludvig Holbergs portræt i 1744 og 1757 og Peder Reedtz' i 1746.